# اسلام‌آباد (سراوان)
اسلام‌آباد، روستایی در دهستان ناهوک بخش مرکزی شهرستان سراوان در استان سیستان و بلوچستان ایران است.

## جمعیت
بر پایه سرشماری عمومی نفوس و مسکن در سال ۱۳۹۵، جمعیت این روستا برابر با ۵۰۰ نفر (۱۲۱ خانوار) بوده‌است.